# 腕相撲
腕相撲（うでずもう）は、腕の力を競う遊びの一つである。腕押しともいう。

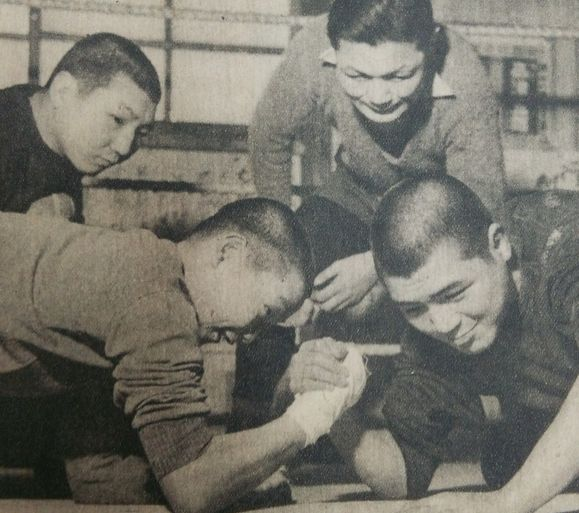
腕相撲を興じるボクサーの堀口基治、堀口喬久、ピストン堀口、堀口宏

## 由来
腕相撲はごく単純な遊びであり、世界各地で自然発生的に行われていたと考えられている。
日本でも古くから記録があり、例えば日本最古の歴史書である古事記には「神々の領土争い（葦原中国平定）で、建御名方神に力くらべを持ちかけられた建御雷神は腕押しで決着をつけた」という記述がある。曽我物語には「力比べの腕相撲」、室町時代の義経記にも「子供時代の弁慶が腕押しを好んだ」という表現がある。和名抄には、源義経も牛若丸時代に、鞍馬山で「多加閉之(腕角力の古語)等なせり」と記してあり、相当古くから一般に親しまれていた。腕相撲の別名としては「多加閉之」「斗腕」「腕倒」「手相撲」「腕角」などがある。

## 基本的なルール
胴体などが地面に接触する形で行うものと、机などに肘をついて行うものがある。床、地面、テーブル、机、椅子、ベッドの上など肘が置けるスペースさえあれば道具も必要無く、どこでも試合ができるため子供の遊びや飲み会の座興などで手軽に行われる
- 地面や机などに肘を立て、相手の片手を握って組み、腕が台面に着くまで倒し合い、相手の手の甲（または腕全体）を地面などに先に着けた方を勝ちとする。
- 対戦中は上半身や足を大きく動かしてはならないとするのが一般的である。地域によっては肘は動かすな、手首は最後まで曲げてはならない、体重をかけてはダメなどとするところもある。（ただし、実際には人間の関節の構造や筋肉の働きから考えると、手首を曲げずにやることや体重をかけないことは、不自然である、逆に関節等に負担がかかる、そもそも原理的に成り立たないといったことが多い。）
- 腕力に圧倒的な差がある場合、強い方が弱い方の手首を持つことにより、強い方にハンデをつけて行うやり方もある。

## 一般人の腕相撲に対する認識
「アームレスリング」や「腕相撲」を競技として経験していない一般人が余興で行うことの多い「一般人による腕相撲」は、下記で述べられているルール設定がなされている「日本腕相撲協会の腕相撲」や別の競技の「アームレスリング」とは全く異なるものであり、しばしば混同される可能性もあるものである。「一般人による腕相撲」には厳密なルール設定がそもそも存在せず、ルール設定が曖昧な状態で実施されるものであるので、一般人が競技としての腕相撲やアームレスリングを見たときに混同することがある。実際には、競技としての腕相撲、アームレスリングにはそれぞれ厳密なルールが設定されているが、一般人による腕相撲に関しては、そもそも競技ではないので、その場で一般人によるルール設定がなされている。そのため、一般人による腕相撲では「手の甲がテーブルに付いたら負け」「一定の高さまで腕が倒れたら負け」「手首を巻き込んだら反則」「体重をかけると反則」など、実施者によってルール設定がばらばらである。このルール設定が各々によって異なるのは、「そもそも公式ルールが広く浸透しておらず、一般人が競技としての腕相撲、アームレスリングを知らない」ということが原因であると考えられる。また、「手首を巻き込む」が反則かどうかで一般人同士が議論する場合も良くあることだが、「手を組んで腕を倒し合う」という動作に関しての知識を持っている人間が一般人に少なく、自身の曖昧な経験則などから反則かどうかを判断してしまっていることが議論が起こる理由ではないかと考えられる。「手を組んで腕を倒し合う」という動作には予想以上の複雑な力学的作用が働いており、単純な機序で勝ち負けが決定しているわけではないことに注意しなければいけない。
そもそも、手を組んでいる以上、直接的な作用点が手（の平や指など）に存在しているので、その作用点よりも下部にある可動関節である手関節の影響を大きく受けることになる。なので、「手に作用点を置いている以上、手首の影響は必ず存在する」ということになる。このことから、「手首を巻き込むことは反則である」というのは手に作用点を置いた時点で議論する対象から外れてしまい、「手首を使わざるを得ないので反則以前の問題である」と言った方が妥当である。露骨に手首を巻き込まずとも、どれほど気を付けていても手関節の影響は必ず出ていることに注意である。もし、できるだけ腕力のみで腕相撲を実施したい場合は、手に作用点を置かずに、手首の下付近をお互いに合わせて腕を組み、手関節の影響を0にし、肘関節を動かす筋肉を割合的に多く使うような状態にした方が良いと言える。ただし、それでも広背筋やその他の筋肉の影響、また腕の長さの影響が出てしまうので、「腕の筋肉だけに頼った腕相撲」というものは存在しない。

## 日本腕相撲協会の腕相撲
歯科医師の山本哲は、「腕角力（腕相撲）の殆んどが、お互に肘を固定したまま、握った相手の腕を倒し、手甲を台面か畳面に着けて勝ちとする只の力比べであった。この肘の固定はこの長い歴史を持ち続けて来た。どこか捨てがたい魅力ある競技の進歩発展を阻害してきたものと思う。」と考えた。従来の腕角力に様々な要素を加え、大衆の娯楽を兼ねた、体力増強・健康増進・精神の鍛練、相互の親睦をはかれる腕角力道の研究を始めた。

1928年（昭和3年）に同志を集め『横浜腕の会』を作り、腕角力を基本とした全身運動を考慮した。医学的立場で、疲労度や栄養問題、腕の解剖形態と運動範囲を基にして、腕ならびに特に関節部の形態と、競技者の体形角度、足の位置まで考慮に入れ、人体に無理なく運動効果のあがる台面の寸法の決定と48種の技術を発案し、1934年（昭和9年）3月、若木竹丸も加えて『日本腕角力協会』を設立した。1953年（昭和28年）4月、『日本腕相撲協会』に名称変更。
競技は長さ82cm、巾75cm、高さ80cmの競技台(土俵)で行われ、一般的な腕相撲とは異なり、肘を浮かさなければ競技台の中で自由に動かしてよく、勝負には腕の力だけでなく体全体を使った「技」の要素も大きくなる。手の甲を含めた腕全体を競技台に押し付けると勝ちとなる。

日本腕相撲協会の制定する四十八手の決まり手がある。上半身の動きに合わせ、足･腰も前後左右に素早く動かし、下半身もしっかり踏ん張る「全身運動」であり、技とスピードが生きる腕相撲であるため、力の弱い者でも強い者に勝つ事が可能である。

1938年（昭和13年）に開催した、朝日新聞社主催 第1回全日本腕相撲選手権においては、"怪力法"の若木竹丸が参加選手200人を次々なぎ倒しストレート優勝の栄冠を得た。
2018年（平成30年）12月2日に開催した第12回全日本体重別選手権大会には、アームレスリング最強の世界王者 デボン・ララットが出場した。

### 試合規則
出典：
- 取組みは1回戦とする。
- 取組み開始前は、互いの競技台の対角線上の中心から同距離に肘を置き、手首を真っ直ぐに保ち、親指に掛ける指は人差し指までとし、試合開始まで手・腕に力を入れてはならない。但し、試合開始後はこの限りではない。
- 相手の手甲を競技台面又は台面延長上に着けて勝ちとする。
- 手甲が台面に着かない場合は、審判の権限において優勢勝を宣することも有る。(判定勝ち）
- 試合中、肘は互いに競技台面を前後左右自由に移動することが出来る。
- 試合中、肘を台面より浮かしたり、競技台から外しての攻防は反則とする。
- 試合中、選手は、気合以外に他言を発してはならない。
- 試合中、足を踏板から外しての攻防は反則とする。
- 試合中、肩を競技台面から下へ落としての攻防は反則とする。
- 試合中、試合中、相手と組み合っていない手を競技台の角から外しての攻防は反則とする。

### 段位認定
日本腕相撲協会制定の競技ルールによる昇級昇段審査が年に1度行われる。
上位段を取得するには武道と同様に、勝敗のみならず、礼の尊厳、人格・見識・指導力・技量も求められる。

### 決まり手
1.崩し技
日本腕相撲協会の制定する「技」には、相撲同様に四十八手が有り、大別すると次の8種類に分けられる。
- 棒崩し ※棒倒し

- 巻き崩し ※巻き伸ばし

- 棒引き崩し

- 巻き込み引き崩し

- おいかぶせ引き崩し

- 指ほどき引き崩し

- 直線引きつぶし
【引く寸前に相手の手首を小指・薬指・中指で強くしめ、相手の手首を折るように台面に引き潰す】[8]
- 指攻め引きつぶし
【引きつぶしに似ているが、特に親指と人差指で相手の親指の根元を強くしめながら引き崩すのが特徴】[8]
- 手首吊り崩し
【一気に寄れば相手の肘が瞬間にあがる。そこを狙って、極め手に移る】[8]
- 寄りかぶせ吊り
【一気の相手の腕に自分の肘をぶつけるように寄りながら四本の指で相手を包み、自由を奪う】[9]
- 寄り身指吊り崩し
【相手の親指の根元を固く握り寄り身に相手を吊上げ力を弱める】[9]
- 寄り身平手吊り崩し
【指ほどき引き崩しに似ているが、寄り身の時に掌を上に向け、相手を吊り上げ相手の力を弱める】[9]
- 肩抑さえ崩し
- 支え吊り込み返し

2.誘い技
- 受け流し崩し ※くれ手
- すくい倒し
- 誘い四方大廻し ※大廻し
- 捨て身煽り崩し
- 瞬発手首返し ※燕返し

3.抑さえ込み技
- 平抑さえ
- 押し手抑さえ
- 逆手抑さえ
- 立ち抑さえ ※磐石の構え
- 不動固め
- 十字固め

4.起こし技
- かつぎ起こし
- 巻き起こし ※一寸引き
- 突き引き起こし
- 突き出し小手返し

5.極め手技
- 平極め
- ねじりほどき極め
- 引き落し極め
- 巻きほどき極め
- 引きつぶし極め
- 引きひねり極め
- もみ極め
- 九十度回転極め
- 煽り極め - 神田地獄
【“神田”はこの技を得意とし決められると勝つことができないほどの強者だった人の姓から付けられた[10]】
- 瞬発たたき極め
- かかえ伸ばし極め
- 体引きほどき極め
- 瞬発出鼻極め
- 三所（みところ）攻め

6.出し技
- 突き出し
- 逆手突き出し

7.中間技
- 人の字受け

8.特殊技
- 一丁半

## メディア
- 勝抜き腕相撲 - 東京12チャンネルで[11]、1975年4月より2年間、平日午後10時50分から5分間放送していた番組。テレビ東京に社名変更後もテレビ大阪・テレビ愛知との3局ネットで1980年代に5分間放送されていた。
- アメリカ横断ウルトラクイズ（日本テレビ） - 全大会で唯一、第10回大会（1986年）の国内第二次予選（成田空港）で行われた。
- 笑っていいとも!（フジテレビ） - 1980年代前半に奥様勝抜き腕相撲のコーナーがあった。
- 夕やけニャンニャン（フジテレビ） - 水曜日のオープニングコーナーとして「ボブに挑戦・ニャンニャン腕相撲」という一般視聴者参加の腕相撲コーナーがあった。
- 2016年（平成28年）12月21日放送の「マツコ&有吉の怒り新党」の新・3大〇〇調査会（テレビ朝日）のコーナーで、"日本腕相撲協会が誇るスゴ腕有段者"の3名が紹介された。それぞれ年齢が50代、60代、70代の選手で、衰えを感じさせない鍛錬の様子や熟練の技、全日本選手権大会決勝の様子が放送された。

## ゲーム
- 1979年にエレメカ『腕相撲』（トーゴ）が稼動開始。力士型の人形の肘から先が動く機械で、十両 - 横綱の6段階で強さを選択できる。
- 1988年に『ARM CHAMPS』（ジャレコ）稼動開始。腕部分は機械だが、顔はディスプレイに映し出され、複数の対戦相手から選択できる。1992年には続編の『ARM CHAMPS II』もリリースされた。
- 2007年7月26日に『腕魂』（アトラス）が稼動開始。しかし稼動後プレイヤーが負傷する事故が3件発生し、全台が回収された[12]。
- ほかに腕相撲を題材としたゲームとしては、メダルゲーム『ガチンコ腕ずもう』（2007年10月、アムジー）がある。また、対戦型格闘ゲーム『餓狼伝説』（SNK）では、一人プレイ時に腕相撲エレメカを題材としたボーナスゲームが遊べる。

## 関連書籍
- 『國民體育運動としての腕角力』山本哲著、第一書院、1938年
- 『腕相撲』山本哲著、日本腕相撲協会、1978年7月。
- 『これがアームレスリングだ!!』日本アームレスリング連盟編、ベースボール・マガジン社、1998年6月10日。ISBN 4583035209